# Daniel Roebuck
Daniel Randall James Roebuck (Bethlehem, Pensilvania; 4 de marzo de 1963) es un actor, escritor y productor estadounidense de cine, televisión y telenovelas.

## Biografía
Roebuck nació en Bethlehem, Pensilvania. Su primer papel en televisión fue en 1981. Desde 1992 y hasta 1995, hizo el papel del asistente de Andy Griffith, llamado Cliff Lewis, en la serie Matlock. También ha hecho el papel del Inspector Rick Bettina en Nash Bridges. Ha aparecido en otros papeles en televisión y en películas como River's Edge, Dudes y Destino final. También ha hecho el papel del Marshal Bob Biggs en las películas The Fugitive y U.S. Marshals. Además ha hecho el papel de Mr. Banks en la película Agent Cody Banks y en su secuela, Agent Cody Banks 2. Uno de sus papeles más memorables es el de Jay Leno en la película para televisión de HBO The Late Shift. En 2005, apareció en la serie Lost como Leslie Arzt. Ha escrito y producido para Mosterama y ha aparecido en varios capítulos del programa.

## Filmografía

### Cine
| Año  | Título                                 | Personaje                       | Notas                               |
| ---- | -------------------------------------- | ------------------------------- | ----------------------------------- |
| 1985 | Cavegirl                               | Rex                             |                                     |
| 1986 | River's Edge                           | Samson 'John' Tollet            |                                     |
| 1987 | Dudes                                  | "Biscuit"                       |                                     |
| 1987 | Proyecto X                             | Hadfield                        |                                     |
| 1989 | Disorganized Crime                     | Detective Bill Lonigan          |                                     |
| 1992 | Eddie Presley                          | Keystone The Magnificent        |                                     |
| 1992 | Only You                               | Marty                           |                                     |
| 1993 | The Fugitive                           | Deputy U.S. Marshal Bobby Biggs |                                     |
| 1996 | Driven                                 | Dale Schneider                  |                                     |
| 1997 | Money Talks                            | Detective Williams              |                                     |
| 1998 | U.S. Marshals                          | Deputy Marshal Boggy Biggs      |                                     |
| 2000 | Final Destination                      | Agente Weine                    |                                     |
| 2000 | Quints                                 | Jim Grover                      | Película original de Disney Channel |
| 2002 | We Were Soldiers                       | Medevec Commanding Officer      |                                     |
| 2002 | Bubba Ho-Tep                           | Hearse Driver #1                | Aparición Cameo                     |
| 2002 | Hansel & Gretel                        | Padre                           |                                     |
| 2003 | Agent Cody Banks                       | Sr. Banks                       |                                     |
| 2004 | Agent Cody Banks 2: Destination London | Sr. Banks                       |                                     |
| 2005 | The Devil's Rejects                    | Morris Green                    |                                     |
| 2007 | Halloween                              | Lou Martini                     |                                     |
| 2008 | Flash of Genius                        | Frank Sertin                    |                                     |
| 2009 | Dark and Stormy Night                  | "8 O'Clock" Faraday             |                                     |
| 2009 | The Haunted World of El Superbeasto    | Morris Green (voz)              | Vídeo                               |
| 2009 | Halloween II                           | Lou "Big Lou" Martini           |                                     |
| 2011 | That's What I Am                       | Jim Nichol                      |                                     |
| 2011 | Night Club                             | Frank                           |                                     |
| 2011 | InSight                                | Sargento Reed                   |                                     |
| 2012 | John Dies at the End                   | Largeman                        |                                     |
| 2013 | Compound Fracture                      | Jim                             |                                     |
| 2014 | Grumpy Cat's Worst Christmas Ever      | George                          |                                     |
| 2015 | Soaked in Bleach                       | Tom Grant                       |                                     |
| 2015 | It's a Frame-Up!                       | Edgar Kennedy                   | Corto                               |
| 2015 | Schmo Boat                             | The Heckler                     | Corto                               |
| 2016 | Phantasm: Ravager                      | Demeter                         |                                     |
| 2016 | 31                                     | Pastor Victor                   |                                     |
| 2016 | His Neighbor Phil                      | Harvey                          |                                     |
| 2017 | Let There Be Light                     | Norm                            |                                     |
| 2019 | 3 from Hell                            | Morris Green                    |                                     |
| 2019 | Palau, la película                     | Fred Renich                     |                                     |
| 2020 | My Brothers' Crossing                  | J.T. Clark                      |                                     |
| 2022 | La familia Monster                     | El Conde / Ezra Mosher          |                                     |
| 2024 | Terrifier 3                            | Charles Johnson/Santa Claus     |                                     |

| 1998 | Sweet Jane                  | Kellygreen      |       |
| 1998 | Together & Alone            | Dougie Westa    |       |
| 2001 | Double Take                 | Agente Norville |       |
| 2003 | The Low Budget Time Machine | Mook            |       |
| 2005 | Supercross                  | Sr. Lang        |       |
| 2005 | Graves End                  | Sheriff Hooper  |       |
| 2005 | Take Out                    | Fredo Holt      |       |
| 2007 | Misty & Sara                | Phil            |       |
| 2007 | LA Blues                    | Sr. Whittmore   |       |
| 2008 | Bryan Loves You             | Profesor Spine  |       |
| 2008 | How My Dad Killed Dracula   | Tío Ronny       | Corto |
| 2008 | Rex                         | Sheriff Bobby   |       |

### Televisión
| Año       | Título                                                       | Personaje                                                   | Episodios |
| --------- | ------------------------------------------------------------ | ----------------------------------------------------------- | --- |
| 1987-1995 | Matlock                                                      | Bobby Shaw, Alex Winthorp, Prosecutor Sodowsky, Cliff Lewis | Episodio: "The Doctors" (1987) Episodios: "The Ambassador partes 1-2" (1988) "The Priest" (1989) Episodios: "The Assassination parts 1-2" (1992) Papel principal 1992-1995 (50 episodios) |
| 1991      | Lookwell                                                     | Policía                                                     | Episodio: "Pilot" Sin créditos |
| 1991      | Star Trek: The Next Generation                               | Jaron                                                       | Episodio: "Unification" |
| 1992      | Quantum Leap                                                 | Neil Lindhurst                                              | Episodio: "The Play's the Thing" |
| 1996      | Nash Bridges                                                 | Inspector Richard Bettina                                   | Recurrente (14 episodios) |
| 1996      | The Late Shift                                               | Jay Leno                                                    | Película de televisión |
| 1996      | Lois & Clark: The New Adventures of Superman                 | Herkimer Johnson                                            | Episodio: "Oedipus Wrecks" (T3 :Ep19) |
| 1996      | The Cold Equations                                           | Mitch                                                       | Película de televisión |
| 1997      | The Pretender                                                | Daniel Carlson                                              | Episodio: "Bomb Squad" |
| 1998      | Vengeance Unlimited                                          | William Hargess                                             | Episodio: "Cruel and Unusual" |
| 1999      | The King of Queens                                           | Oficial Jeffrey                                             | Episodio: "Court Date" (T01 :Ep17) |
| 2002      | NYPD Blue                                                    | Dave Burgess                                                | Episodio: "Oedipus Wrecked" |
| 2002      | Mary Christmas                                               | Mac Reeves                                                  | Película de televisión |
| 2003      | Behind the Camera: The Unauthorized Story of Three's Company | Ted Bergmann                                                | Película de televisión |
| 2003      | Windfall                                                     | Packard                                                     | Película de televisión |
| 2003      | ER                                                           | Kyle Martin                                                 | Episodio: "Out of America" |
| 2003      | Miracle Dogs                                                 | Dr. Elliot                                                  | Película de televisión |
| 2004      | Blowing Smoke                                                | Ray                                                         | Película de televisión |
| 2004      | Monsterama                                                   | Sr. Shocker                                                 | Como productor y escritor. También apareció en algunos de sus episodios. |
| 2005      | Law & Order                                                  | Nathaniel Prentiss                                          | Episodio: "New York Minute" (T16 : Ep08) |
| 2005      | Monk                                                         | Larry Zwibell                                               | Episodio: "Mr. Monk Gets Drunk" (T04: Ep05) |
| 2005      | Behind the Camera: The Unauthorized Story of Mork & Mindy    | Garry Marshall                                              | Película de televisión |
| 2005-2010 | Lost                                                         | Dr. Leslie Arzt                                             | 9 episodios |
| 2006      | NCIS                                                         | Matthew Lake                                                | Episodio: "Boxed in" (T03: Ep12) |
| 2006      | Boston Legal                                                 | Russell Blayney                                             | Episodio: "Shock and Oww" (T02: Ep18) |
| 2007      | Shredderman Rules                                            | Bob Bixby                                                   | Película de televisión |
| 2008      | Bones                                                        | George Francis                                              | Episodio: "Player Under Pressure" (T03: Ep11) |
| 2009-2011 | Sonny with a Chance                                          | Sr. Condor                                                  | Recurrente |
| 2009      | Wizards of Waverly Place                                     | Sr. Evans                                                   | Episodio: "Halloween" (T03: Ep02) |
| 2009      | Dark Blue                                                    | Paul Tivnan                                                 | Episodio: "Ice" (T01: Ep06) |
| 2010      | Star Trek: The Continuing Mission                            | Almirante Rowan                                             | Episodio: "We will Control All That You See And Hear" |
| 2010-2011 | Glee                                                         | Paul Karofsky                                               | Episodios: "Furt" Born This Way" |
| 2011-2015 | Grimm                                                        | Peter Orson                                                 | Episodio: "The Three Bad Wolves" (T01: Ep06) Episodio: "Trial by Fire" (T04: Ep13) |
| 2012      | Weeds                                                        | Detective Jensen                                            | 2 episodios |
| 2012      | Castle                                                       | Joe Silva                                                   | Episodio: "Swan Song" (T05: Ep07) |
| 2015      | Transformers: Robots in Disguise                             | Malodor (voz)                                               | Episodio: "Out of Focus" |
| 2015      | Agents of S.H.I.E.L.D.                                       | John Donnelly                                               | Episodio: "A Wanted (Inhu)man" (T03: Ep03) |
| 2016      | Criminal Minds                                               | Mike Thompson                                               | Episodio: "Hostage" |
| 2018-2019 | 9-1-1                                                        | Norman Peterson                                             | 2 Episodios |
| 2020      | Collector's Call                                             | Él mismo                                                    | Episodio: "Meet Daniel Roebuck" |

| 2002      | Judging Amy               | Alvin Twycoff        | (2 episodios)  |
| 2000-2001 | El hombre invisible       | Agente Norman Miller | (2 episodios)  |
| 2003-2004 | A Minute with Stan Hooper | Pete Peterson        | (13 episodios) |
| 2007      | Lost: Missing Pieces      | Leslie Arzt          | (2 episodios)  |
| 2013      | Mob City                  |                      |                |

### Series web
| Año       | Título                         | Personaje     | Notas                         |
| --------- | ------------------------------ | ------------- | ----------------------------- |
| 2012      | The Walking Dead: Cold Storage | B.J.          | Papel principal (4 Episodios) |
| 2015-2016 | The Man in the High Castle     | Arnold Walker | Recurrente (10 Episodios)     |

### Videojuegos
| Año  | Título                       | Personaje    |
| ---- | ---------------------------- | ------------ |
| 2011 | L.A. Noire                   | Mark Bishop  |
| 2013 | Dead Rising 3                | Gary Finkel  |
| 2019 | Star Wars Jedi: Fallen Order | Greez Dritus |